# Metriochroa argyrocelis
Metriochroa argyrocelis là một loài bướm đêm thuộc họ Gracillariidae. Nó được tìm thấy ở Zimbabwe.
Ấu trùng ăn Impatiens sylvicola. Chúng ăn lá nơi chúng làm tổ. The mine has the form of an extremely long, narrow, irregularly contorted gallery on upperside of leaf.